# Громадск
Грома́дск — посёлок в Уярском районе Красноярского края. Административный центр и единственный населённый пункт Громадского сельсовета.

## География
Посёлок находится у правого берега реки Рыбная, на расстоянии примерно 10 км к северо-востоку от города Уяр, административного центра района, и 90 км к востоку от города Красноярск, административного центра края.

### Климат
Климат резко континентальный. Среднемесячная температура воздуха июля составляет +19 °C, а самого холодного месяца — января −16 °C. Средняя продолжительность безморозного периода — 120 дней, с температурой +10 °C — 114 дней, средняя дата последнего заморозка — весной 22 июня, первого, осенью — 20 сентября. Продолжительность безморозного периода 95-116 дней. Годовая сумма осадков составляет до 430—680 см, причём большая часть их выпадает в тёплый период года.

## История
Громадскую заимку (ставшую позднее посёлком) основал в XIX веке польский дворянин Константин Громадский.

## Население
| 2010 | 2012  | 2013  | 2014  | 2015  | 2016  | 2017  |
| ---- | ----- | ----- | ----- | ----- | ----- | ----- |
| 2049 | ↘2001 | ↘1988 | ↘1952 | ↗1956 | ↘1939 | ↘1936 |

### Национальный состав
Согласно результатам переписи 2002 года, в национальной структуре населения русские составляли 92 % из 2046 чел.

## Улицы
| - ул. Батальонная, - ул. Восточная, - ул. Гранитная, - ул. Дзержинского, - ул. Дорожная, - ул. Железнодорожная, - пер. Железнодорожный, | - ул. Зелёная, - ул. Кирпичная, - ул. Лесная, - ул. Линейная, - ул. Луговая, - пер. Луговой, - ул. Молодёжная, | - ул. Октябрьская, - ул. Первомайская, - ул. Почтовая, - ул. Предмостная, - ул. Речная, - ул. Советская, - ул. Школьная. |

## Инфраструктура
/ Исправительная колония № 16 (предназначенная для содержания лиц мужского пола, ранее отбывавших наказание в виде лишения свободы)
- Щебёночный карьер
- Железнодорожная станция Громадская на линии Красноярск — Канск — Тайшет.